# Bas Amazonas

Localisation de la mésorégion du Bas Amazonas

La mésorégion du Bas Amazonas est une des six mésorégions de l'État du Pará au Brésil. Elle est formée par la réunion de quatorze municipalités regroupées en trois microrégions. Elle a une superficie de 340 452,728 km2 pour une population de 695 950 habitants (IBGE 2006). Son IDH est de 0,705 (PNUD/2000). Elle fait frontière avec le Guyana et le Suriname.

## Microrégions
- Almeirim[1]
- Óbidos
- Santarém

## Mésorégions limitrophes
- Marajó
- Sud-Ouest du Pará
- Sud de l'Amapá (Amapá)
- Sud du Roraima (Roraima)